# المشاغب (فلم)
المشاغب هو فيلم مصري عرض عام 1965، بطولة فريد شوقي ومحمود المليجي وسهير المرشدي ونعمت مختار، ومن إخراج نيازي مصطفى.

## قصة الفيلم
حمودة يعمل في الميناء حمالا، يصبح رئيسًا للعمال، يود أن يؤسس نقابة لعمال الميناء، لكن هذا يعطل مصالحه مع مستغلي العمال الذين يبيعون البضائع المسروقة، وينجحون في إدخاله السجن، يستعد للزواج من نوسة التي تساعد أمها، فتبيع المياه الغازية في الميناء، وعند الخروج من السجن يجد حمودة نوسة في انتظاره.

## طاقم التمثيل
- فريد شوقي: (حمودة عبد العال)
- محمود المليجي: (خليل إبراهيم علي)
- سهير المرشدي: (نوسة)
- نعمت مختار: (عزيزة محمد أبو ورده)
- حسن حامد: (جعفر حسين أبو السعود)
- أحمد أباظة: (المعلم عباس أبو دومة)
- محمد أحمد المصري: (رزق - الصياد)
- محسن حسنين: (شناكل محمد زينهم)
- محمد شوقي: (زينهم محمد زينهم)
- سميحة محمد: (بدر - والدة نوسة)
- إبراهيم سعفان: (كحكوح)
- مصطفى الشريف
- إبراهيم قدري: (سليمان - شيال)
- فوزية إبراهيم: (والدة صنعو)
- حسين الشربيني: (وكيل النيابة)
- عماد الدين أديب: (الطفل صنعو رزق)
- عبد المنعم سعودي: (القاضي)
- حسني كلود
- مطاوع عويس: (عامل في الميناء)
- طوسون معتمد: (عامل في الميناء)
- علي مصطفى: (جرسون)
- محمد طه: (مطرب)

## فريق العمل
- إخراج: نيازي مصطفى
- سيناريو: عبد الحي أديب
- حوار: عصمت خليل
- مدير التصوير: فارس وهبة
- مونتاج: عبد العزيز فخري
- إنتاج: أفلام فارس وهبة
- توزيع: أفلام صوت الفن
- تأليف الأغاني: فتحي قورة
- ألحان الأغاني: محمود الشريف